# Den trætte Frederik
Den trætte Frederik er en dansk stumfilm fra 1915, der er instrueret af Einar Zangenberg.

## Handling
Hr. Frederiks kone er bortrejst, og mens han er græsenke, pantsætter han sin nyerhvervede militærdekoration for at finansiere et orgie. Det fører til mange forviklinger, da konen kommer hjem igen.

## Medvirkende
- Jutta Lund - Fru Frederik
- Lily Jansen - Frk. Frederik
- Kirstine Friis-Hjorth - Lola
- Jørgen Lund - Dyrlæge Knold
- Kristian Møllback - Formanden for "Blaa Kors"
- Frederik Jensen - Hr. Frederik